# Tully Mountain
Tully Mountain är ett berg i republiken Irland.   Det ligger i grevskapet County Galway och provinsen Connacht, i den västra delen av landet, 250 km väster om huvudstaden Dublin. Toppen på Tully Mountain är 357 meter över havet, eller 334 meter över den omgivande terrängen. Bredden vid basen är 5,7 km.
Terrängen runt Tully Mountain är platt åt nordväst, men åt sydost är den kuperad. Havet är nära Tully Mountain åt nordväst.Runt Tully Mountain är det glesbefolkat, med 19 invånare per kvadratkilometer. Närmaste större samhälle är Clifden, 10,6 km söder om Tully Mountain. Trakten runt Tully Mountain består i huvudsak av gräsmarker.